# Campionato Baiano 2025
Il Campionato Baiano 2025 è stata la 121ª edizione della massima serie del campionato Baiano. La stagione è iniziata l'11 gennaio 2025 e si è conclusa il 7 aprile successivo.

## Stagione

### Novità
Al termine della stagione 2024, sono retrocesse in Segunda Divisão il Bahia de Feira e il Itabuna. Dalla seconda divisione, invece, sono state promosse il Colo Colo e il Porto-BA.

### Formato
Le dieci squadre si affrontano dapprima in una prima fase, consistente in un girone da dieci squadre. Le prime quattro classificate di tale girone, accederanno alla seconda fase che decreterà la vincitrice del campionato. Le ultime due classificate, retrocedono in Segunda Divisão.
La formazione vincitrice, potrà partecipare alla Série D 2026, alla Coppa del Brasile 2026 e alla Copa do Nordeste 2026. La seconda classificata, alla Série D e alla Coppa del Brasile. La squadra terza classificata, solo alla Série D. Nel caso le prime tre classificate siano già qualificate alle serie superiori, l'accesso alla quarta serie andrà a scalare.

## Risultati

### Prima fase
|  | Pos. | Squadra                | Pt | G | V | N | P | GF | GS | DR  |
|  | ---- | ---------------------- | -- | - | - | - | - | -- | -- | --- |
|  | 1.   | Vitória                | 21 | 9 | 6 | 3 | 0 | 18 | 4  | +14 |
|  | 2.   | Jacuipense             | 19 | 9 | 5 | 4 | 0 | 14 | 4  | +10 |
|  | 3.   | Bahia                  | 18 | 9 | 5 | 3 | 1 | 15 | 3  | +12 |
|  | 4.   | Atlético de Alagoinhas | 13 | 9 | 3 | 4 | 2 | 9  | 6  | +3  |
|  | 5.   | Porto-BA               | 11 | 9 | 3 | 2 | 4 | 9  | 13 | -4  |
|  | 6.   | Juazeirense            | 10 | 9 | 3 | 1 | 5 | 8  | 12 | -4  |
|  | 7.   | Jequié                 | 9  | 9 | 2 | 3 | 4 | 7  | 10 | -3  |
|  | 8.   | Barcelona-BA           | 9  | 9 | 1 | 6 | 2 | 7  | 8  | -1  |
|  | 9.   | Jacobina               | 3  | 8 | 0 | 3 | 5 | 4  | 16 | -12 |
|  | 10.  | Colo Colo              | 3  | 8 | 0 | 3 | 5 | 6  | 21 | -15 |

Legenda:
 Qualificato per la Seconda fase
      Ammesse alla Série D 2026.
      Retrocesse in Segunda Divisão 2026.
Note:
Tre punti a vittoria, uno a pareggio, zero a sconfitta.

### Seconda fase
|  | Semifinali | Semifinali             | Semifinali | Semifinali | Semifinali |  |  | Finale | Finale  | Finale | Finale | Finale |  |
|  |            |                        |            |            |            |  |  |        |         |        |        |        |  |
|  | 3          | Bahia                  | 1          | 5          | 6          |  |  |        |         |        |        |        |  |
|  | 2          | Jacuipense             | 2          | 0          | 2          |  |  | 3      | Bahia   | 2      | 1      | 3      |  |
|  | 4          | Atlético de Alagoinhas | 0          | 0          | 0          |  |  | 1      | Vitória | 0      | 1      | 1      |  |
|  | 1          | Vitória                | 4          | 3          | 7          |  |  |        |         |        |        |        |  |